# Charlotte Schimmelmann
Magdalene Charlotte Hedevig Schimmelmann (10 août 1757 – 2 décembre 1816) est une salonnière et figure de l'aristocratie  danoise.

## Biographie
Magdalene Charlotte Schubart naît dans le quartier de Fossum à Skien en Norvège, le 10 août 1757. Son père est le lieutenant Carl Rudolph Schubart (1714-1759) et sa mère Inger Løvenskiold (1732-1808). Le 25 mai 1782, elle épouse l'homme d'état Ernst Heinrich von Schimmelmann (en) (1747-1831). Après le coup d'État contre Ove Høegh-Guldberg, en 1784, ce dernier devient Ministre des Finances du pays jusqu'en 1813, puis Premier Ministre.
Son salon est organisé selon le modèle français et est célèbre au-delà des frontières danoises. Elle considère son rôle de salonnière comme une profession à part entière. Son salon réunit des philosophes et des politiciens, et joue un rôle dans la politique du pays. Il s'inscrit dans une forme d'aristocratisme humaniste, et s'inspire aussi des idées portées par la Révolution française.
Son mari ouvre des écoles, qu'elle prend sous sa protection, et plaide pour l'abolition de l'esclavage, même s'ils possèdent des plantations dans les Indes occidentales. La famille Schimmelmann devient la plus riche du Danemark au XVIIIe siècle, en grande partie grâce au commerce du sucre. Jusqu'en 1807, son cercle politique de ministres s'enrichit en commerçant avec les pays impliqués dans les guerres napoléoniennes, faisant de son salon un espace de corruption centrale dans la vie économique, lui faisant progressivement perdre en renommée.
Elle meurt le 2 décembre 1816 à Copenhague.